# Mikania discifera
Mikania discifera là một loài thực vật có hoa trong họ Cúc. Loài này được W.C.Holmes & H.Rob. mô tả khoa học đầu tiên năm 2002.